# Florent Prévost
Pour les articles homonymes, voir Prévost.
Florent Prévost est un naturaliste et un illustrateur français, né le 17 août 1794 et mort le 1er février 1870.

## Biographie
Outre l’illustration des œuvres de Coenraad Jacob Temminck (1778-1858), de Charles-Lucien Bonaparte (1803-1857) et Buffon (1707-1788), il fait paraître une Iconographie ornithologique en 1845 et une Histoire naturelle des oiseaux d’Europe en 1864. Avec Jacques Pucheran (1817-1895), il fait paraître une étude des oiseaux conservées au Muséum national d'histoire naturelle. Il se fit une spécialité dans l'étude du contenu stomacal des oiseaux afin de déterminer leur régime alimentaire (cf. Prévost, 1858).

« Collaborateur et élève d’Isidore Geoffroy Saint-Hilaire, aide-naturaliste au Muséum, auteur d’ouvrages estimés sur l’histoire naturelle des oiseaux, M. Florent Prévost est mort à Paris, au mois de février 1870. Obscur et laborieux pionnier de la science, il a vécu pendant un demi-siècle, avec 2500 francs d’appointements comme aide-naturaliste. Il faut convenir que dans notre pays la science officielle est dure pour ses serviteurs, et qu’il faut plus que de l’abnégation, il faut de l’imprudence, pour entrer dans la carrière des sciences ou dans l’enseignement. »

## Publication
- 1858 : Du régime alimentaire des oiseaux, Bulletin de la Société impériale zoologique d’acclimatation, 5 : 262-269.